# 牛津殺人定律
《牛津殺人定律》（英語：The Oxford Murders）是一部2008年西班牙-英國合作拍攝的劇情片，由艾利克斯·德·拉·伊格萊希亞導演。改編自阿根廷數學家兼作家吉耶摩·馬丁尼茲的小說《牛津迷案》，由美國演員伊力查·活，英國演員尊·赫、茱莉·卡克斯以及西班牙演員莉安娜·韋汀主演。

## 主要角色
- 伊力查·活 飾 馬丁，美國學生
- 尊·赫 飾 阿瑟，英國大學敎授
- 莉安娜·韋汀 飾 蘿娜，西班牙護士
- 茱莉·卡克斯（英语：Julie Cox） 飾 貝絲，音樂家

## 上映和發行
電影在英國由劇場天空影視製作取得發行權，在2008年4月25日上映，英國版DVD也於2008年9月1日發行。而在美國則遲至2010年7月2日才以自選影像形式首發，之後由玉蘭影業於8月6日在影院上映。美國版DVD和BD於2010年10月5日發行。

## 外部連結
- 互联网电影数据库（IMDb）上《牛津殺人定律》的资料（英文）
- Official US website （页面存档备份，存于） （美式英语）
- Facebook Page （英文）
- 開眼電影網上《牛津謀殺案》的資料 （繁體中文）